# Stockdorf
Stockdorf és un districte (Ortsteil) del municipi alemany de Gauting, situat al districte de Starnberg a l'Alta Baviera. Amb prop de 4 000 habitants, Stockdorf és el districte més important del municipi que es compon de vuit districtes (Ortsteile).

## Geografia
El poble està situat al riu Würm, limita directament al nord amb Krailling. Els altres límits estan formats per bosc: Forst Kasten, Grubmühl i Kreulinger Forst en direcció est, sud i oest. Stockdorf es troba a l'extrem nord de la vall de Würm, formada pel desglaç de les glaceres del període glacial.

## Història
Un camp de cairns de l'edat del bronze i la cultura hallstatt donen testimoni de l'assentament molt primerenc a Stockdorf. Almenys 21 cairns estaven ben conservats quan Freiherr von Metting, un superintendent forestal de Starnberg, va obrir dues d'aquestes tombes i va descobrir un bol de branzen, una espasa de ferro i una altra ferreria. Durant l'Imperi Romà Stockdorf va ser una colònia de la ciutat romana Bratananium com es deia Gauting. A l'edat mitjana Stockdorf era una petita clariana i constava de menys de 10 edificis. El poble medieval es pot situar prop de l'antiga església de Sant Vit.
El nom Stockdorf va ser esmentat per primera vegada en una escriptura del monestir de Benediktbeuern l' any 1279 com "Stochdorf". Presumiblement és idèntic a "Staodorf" (MHG 'al banc') i es pot deduir de "Stadelaren" que ja s'esmentava a les cròniques de l'Abadia d'Ebersberg.
Entre 1715 i 1745, el príncep elector de Baviera Max Emanuel va tancar un gran tros de terra al sud-oest de Múnic com a parc per al cérvol .. El novembre de 1734 el príncep elector i més tard l'emperador Carl Albrecht va caure al riu Würm mentre perseguia un senglar. Després d'haver perdut així el seu cavall, es va veure obligat a caminar malgrat la temperatura freda fins a Grubmühl. L'escena del príncep canviant-se de roba entre la seva cort es mostra en una de les pintures d'Horemans a Amalienburg.

## Cultura
- Parròquia catòlica St. Vitus, Waldstr. 28.[5]
- Congregació luterana Ev. Kirchengemeinde, Peter-Dörfler-Str. 14.[6]

- Escola primària Grundschule an der Würm, Zugspitzstr. 17
- Centre de formació per a la indústria de la construcció BauindustrieZentrum Arxivat 2008-12-05 a Wayback Machine., Heimstr. 17

## Edificis
A part de la casa Bahnstr. 7, que es remunta al segle XVII, tots els edificis de Stockdorf s'han erigit des de la dècada de 1850.
L'església de Sant Vito s'esmenta ja l'any 1315 al Registre Konradian (Konradinischer Matrikel) com a parròquia succursal de Gauting. L'any 1857 l'església va ser enderrocada i reedificada amb una torre a dues aigües. L'interior està decorat amb un fresc, Crist Pantocràtor, pintat l'any 1968 per Karl Manninger.
Després que Stockdorf es convertís en una parròquia catòlica independent el 1949, Hans Heps va construir una nova església i consagrada a Sant Vit el 1953. Destaca el profund sostre a dues aigües i la torreta que donen proporcions agradables a l'estructura senyorial. La façana oriental, sobre l'entrada principal d'aquesta església orientada a l'oest, mostra el fresc de St. Veit (Vitus) d'Erich Schickling. L'interior va ser modificat després del Concili Vaticà II. La Mensa, candelabro i via crucis de Johannes Dumanski i Hans Kreuz. Otto, Wilhelm i Lina Baier van donar un toc brillant de campanes amb tres campanes (400 kg Zu uns komme Dein Reich St. Vitus OB 1953, 250 kg Unser tägliches Brot gib uns heute St. Antonius WB 1953 und 170 kg Friede den Menschen auf Erden St. Maria LB 1953).
L'església luterana, un edifici cúbic senzill de formigó paret, veïnat per una vicaria en forma de L, va ser erigida el 1959 per J. Semler i J. Haider. A l'exterior hi ha un relleu de formigó, 'St. Peter on the water' de KH Hoffmann. A l'interior hi ha una finestra baptística de Rupprecht Geiger (vidre encolat, 1960).
Des de l'obertura del Ferrocarril hi ha la "casa de la porta" a l'antic pas a nivell, un edifici de maó de dues plantes amb coberta a dues aigües superposada (ca. 1853/54).
Stockdorf té una sèrie de mansions i cases sota ordre de conservació que daten d'abans de la Primera Guerra Mundial que donen al poble la seva visió típica. Aquesta arquitectura suburbana d'alt nivell encara es pot trobar, per exemple a Südstr. 15 (2005 de Felix Bembé i Sebastian Dellinger)